# Targon
Targon je naselje in občina v jugozahodnem francoskem departmaju Gironde regije Akvitanije. Leta 2009 je naselje imelo 1.866 prebivalcev.

## Geografija
Naselje leži v pokrajini Gujeni 33 km jugovzhodno od Bordeauxa.

## Uprava
Targon je sedež istoimenskega kantona, v katerega so poleg njegove vključene še občine Arbis, Baigneaux, Bellebat, Bellefond, Cantois, Cessac, Courpiac, Escoussans, Faleyras, Frontenac, Ladaux, Lugasson, Martres, Montignac, Romagne, Saint-Genis-du-Bois, Saint-Pierre-de-Bat in Soulignac s 6.595 prebivalci.
Kanton Targon je sestavni del okrožja Langon.

## Zanimivosti
- romanska cerkev sv. Romana iz 12. stoletja;